# John Montagu, VII conte di Sandwich
John William Montagu, VII conte di Sandwich (8 novembre 1811 – 3 marzo 1884), è stato un nobile e politico inglese.

## Biografia
Era il figlio di George Montagu, VI conte di Sandwich, e di sua moglie, lady Louisa Harriett, figlia di Armar Lowry-Corry, I conte di Belmore. Successe al padre nella contea nel 1818, all'età di sei anni. Studiò a Eton e al Trinity College di Cambridge.

## Carriera politica
È stato amministratore dei possedimenti di Edward Smith-Stanley, XIV conte di Derby, capitano del Honourable Corps of Gentlemen-at-Arms dal febbraio al dicembre 1852. Nello stesso anno è stato ammesso al consiglio privato.
Quando i conservatori tornarono al potere sotto Lord Derby, nel 1858, egli è stato nominato Master of the Buckhounds, carica che mantenne fino a quando il governo cadde l'anno seguente. È stato Lord luogotenente di Huntingdonshire (1841-1884).

## Matrimonio
Sposò, il 6 settembre 1838, Lady Mary Paget, figlia di Henry William Paget, I marchese di Anglesey, e della sua seconda moglie, Lady Charlotte Cadogan. Ebbero sei figli:
- Edward Montagu, VIII conte di Sandwich (13 luglio 1839-26 giugno 1916);
- Lord Victor Alexander Montagu (20 aprile 1841-30 gennaio 1915), sposò Lady Agneta Harriet Yorke, ebbero un figlio, George Montagu, IX conte di Sandwich;
- Lord Sydney Montagu (12 agosto 1842-4 aprile 1860);
- Lord Oliver George Paulet Montagu (18 ottobre 1844-24 gennaio 1893);
- Lady Anne Florence Adelaide Montagu (?-16 gennaio 1940), sposò Alfred Charles Duncombe, non ebbero figli;
- Lady Emily Caroline Montagu (?-8 agosto 1931), sposò sir William Hart Dyke, VII baronetto, ebbero sei figli.

Sposò, il 27 dicembre 1865, Blanche Egerton, figlia di Francis Egerton, I conte di Ellesmere e Harriet Catherine Greville. Non ebbero figli.

## Morte
Morì il 3 marzo 1884, all'età di 72 anni.

## Ascendenza
|                                      |                       |                                          | Genitori                                |  |  | Nonni |  |  | Bisnonni                           |  |  | Trisnonni                               |  |
|                                      |                       |                                          |                                         |  |  |       |  |  | John Montagu, IV conte di Sandwich |  |  | Edward Montagu, visconte Hinchingbrooke |  |
|                                      |                       |                                          |                                         |  |  |       |  |  | John Montagu, IV conte di Sandwich |  |  | Edward Montagu, visconte Hinchingbrooke |  |
|                                      |                       | Elizabeth Popham                         |                                         |  |  |       |  |  | John Montagu, IV conte di Sandwich |  |  |                                         |  |
| John Montagu, V conte di Sandwich    |                       |                                          |                                         |  |  |       |  |  | John Montagu, IV conte di Sandwich |  |  |                                         |  |
|                                      |                       | Dorothy Fane                             | Charles Fane, I visconte Fane           |  |  |       |  |  |                                    |  |  |                                         |  |
|                                      |                       | Dorothy Fane                             | Charles Fane, I visconte Fane           |  |  |       |  |  |                                    |  |  |                                         |  |
|                                      |                       | Dorothy Fane                             | Mary Stanhope                           |  |  |       |  |  |                                    |  |  |                                         |  |
| George Montagu, VI conte di Sandwich |                       | Dorothy Fane                             |                                         |  |  |       |  |  |                                    |  |  |                                         |  |
|                                      |                       | Harry Powlett, VI duca di Bolton         | Harry Powlett, IV duca di Bolton        |  |  |       |  |  |                                    |  |  |                                         |  |
|                                      |                       | Harry Powlett, VI duca di Bolton         | Harry Powlett, IV duca di Bolton        |  |  |       |  |  |                                    |  |  |                                         |  |
|                                      |                       | Harry Powlett, VI duca di Bolton         | Catherine Parry                         |  |  |       |  |  |                                    |  |  |                                         |  |
| Mary Henrietta Powlett               |                       | Harry Powlett, VI duca di Bolton         |                                         |  |  |       |  |  |                                    |  |  |                                         |  |
|                                      |                       | Mary Nunn                                | …                                       |  |  |       |  |  |                                    |  |  |                                         |  |
|                                      |                       | Mary Nunn                                | …                                       |  |  |       |  |  |                                    |  |  |                                         |  |
|                                      |                       | Mary Nunn                                | …                                       |  |  |       |  |  |                                    |  |  |                                         |  |
| John Montagu, VII conte di Sandwich  |                       | Mary Nunn                                |                                         |  |  |       |  |  |                                    |  |  |                                         |  |
|                                      | Galbraith Lowry-Corry | Robert Lowry                             |                                         |  |  |       |  |  |                                    |  |  |                                         |  |
|                                      | Galbraith Lowry-Corry | Robert Lowry                             |                                         |  |  |       |  |  |                                    |  |  |                                         |  |
|                                      | Galbraith Lowry-Corry | Anna Sinclair                            |                                         |  |  |       |  |  |                                    |  |  |                                         |  |
| Armar Lowry-Corry, I conte Belmore   | Galbraith Lowry-Corry |                                          |                                         |  |  |       |  |  |                                    |  |  |                                         |  |
|                                      |                       | Sarah Corry                              | John Corry                              |  |  |       |  |  |                                    |  |  |                                         |  |
|                                      |                       | Sarah Corry                              | John Corry                              |  |  |       |  |  |                                    |  |  |                                         |  |
|                                      |                       | Sarah Corry                              | Sarah Leslie                            |  |  |       |  |  |                                    |  |  |                                         |  |
| Louisa Lowry-Corry                   |                       | Sarah Corry                              |                                         |  |  |       |  |  |                                    |  |  |                                         |  |
|                                      |                       | John Hobart, II conte di Buckinghamshire | John Hobart, I conte di Buckinghamshire |  |  |       |  |  |                                    |  |  |                                         |  |
|                                      |                       | John Hobart, II conte di Buckinghamshire | John Hobart, I conte di Buckinghamshire |  |  |       |  |  |                                    |  |  |                                         |  |
|                                      |                       | John Hobart, II conte di Buckinghamshire | Judith Britiffe                         |  |  |       |  |  |                                    |  |  |                                         |  |
| Harriet Hobart                       |                       | John Hobart, II conte di Buckinghamshire |                                         |  |  |       |  |  |                                    |  |  |                                         |  |
|                                      |                       | Mary Ann Drury                           | Thomas Drury, I baronetto               |  |  |       |  |  |                                    |  |  |                                         |  |
|                                      |                       | Mary Ann Drury                           | Thomas Drury, I baronetto               |  |  |       |  |  |                                    |  |  |                                         |  |
|                                      |                       | Mary Ann Drury                           | Martha Tyrrell                          |  |  |       |  |  |                                    |  |  |                                         |  |
|                                      |                       | Mary Ann Drury                           |                                         |  |  |       |  |  |                                    |  |  |                                         |  |